# VinFast VF 8
Il VinFast VF 8, chiamata anche VinFast VF32 o VinFast e35, è un'autovettura elettrica prodotta dalla casa automobilistica vietnamita VinFast dal 2022.

## Descrizione
La VF 8 è un crossover di medie dimensioni, disegnata da Pininfarina con un design della carrozzeria arrotondato che si caratterizza per la presenza di due listelli cromati con una doppia striscia a LED sia nella calandra anteriore che sul portellone posteriore. 
La VF8 è disponibile negli Stati Uniti nell'unica versione a trazione integrale con doppio motore anteriore/posteriore, avente una potenza di 260 kW (353 CV) e 499 Nm nel modello "Eco" o 300 kW (408 CV) e 620 Nm nel modello "Plus". In Vietnam invece, la VF8 è disponibile anche in una variante con motore singolo a trazione anteriore da 150 kW (204 CV) e 320 Nm. Ad alimentare i motori elettrici ci sono batterie fornite dalla Samsung. Entrambi i modelli "Eco" e "Plus" sono disponibili con due diverse batterie: "standard" con 82 kW/h o "range extender" con 87,7 kW/h. L'autonomia stimata dipende dalla combinazione tra la motorizzazione e la batteria, e varia da un minimo di 399 km ("Plus, standard") ad un massimo di 470 km ("Eco, range extender"), misurato secondo il ciclo d'omolgazione WLTP.